# Saint-Jean-d’Aulps
Saint-Jean-d’Aulps település Franciaországban, Haute-Savoie megyében. Lakosainak száma 1543 fő (2022. január 1.). Saint-Jean-d’Aulps Abondance, Bellevaux, Le Biot, La Côte-d’Arbroz, Essert-Romand, Montriond és Seytroux községekkel határos.

## Népesség
A település népessége az elmúlt években az alábbi módon változott:
| Lakosok száma | 1278 | 1241 | 1363 | 1440 | 1540 | 1558 | 1580 | 1596 | 1543 |
|               | 2013 | 2015 | 2016 | 2017 | 2018 | 2019 | 2020 | 2021 | 2022 |